# BosArt Trio
Das BosArt Trio ist eine deutsche Musikkabarettgruppe, die sich in erster Linie der klassischen Musik verschrieben hat. Der Name ist eine Verballhornung des Namens Beaux Arts Trio.

## Geschichte
Das BosArt Trio besteht aus Wolfgang Schäfer (Gesang), Hans Hachmann (Texte, Gesang) und Reinhard Buhrow alias Renard Büro (Klavier).
Die drei Mitwirkenden lernten sich während ihrer gemeinsamen Studienzeit  an der Freiburger Musikhochschule in Freiburg im Breisgau kennen und traten bereits damals im studentischen Rahmen auf. 1984 erschien ihr erstes Album; es folgten weitere CDs sowie zahlreiche Konzerte, schwerpunktmäßig im südwestdeutschen Raum, aber auch überregional. Zusammen mit dem Sinfonieorchester der Stadt Ludwigsburg gestaltete das Trio 1996 und 2000 die Neujahrskonzerte im Theatersaal des Forum am Schlosspark.
Im sonstigen Leben ist Wolfgang Schäfer Chorleiter und emeritierter Professor für Chorleitung an der Frankfurter Musikhochschule, Reinhard Buhrow war Dozent für Klavier an der Musikhochschule Freiburg. Hans Hachmann war bis zum 31. Dezember 2006 leitender Musikredakteur beim SWR.

## Live-Programme
- Unerhörte Meisterwerke
- Ein Schluck aus dem Opernglas
- Die Kunst der Unfuge
- Bosart und Mozart
- Auf der Tonspur
- Brahms’ Tierleben

## Diskographie
- Unerhörte Meisterwerke (1984)
- Ein Schluck aus dem Opernglas (1987)
- Scherzo wie Watsche (1991)
- Musik von A bis Zett (1994)
- Insalata Mista (1998)
- Renard Büro spielt Werke von Reinhard Buhrow und J. Chr. Hach (1998)
- Die Fledermaus und das Phantom (2000)
- Bach Blüten (2001)
- Kunst der Unfuge (2009)
- Brahms’ Tierleben (2012)